# Francesco Paolo Materi
Francesco Paolo Materi (Grassano, 1842 – Roma, 1910) è stato un politico italiano.

## Biografia
Francesco Paolo Materi nacque nel 1842 a Grassano, vicino a Matera, da una delle famiglie nobili più importanti e ricche dell'odierna Basilicata, le cui origini risalgono al XIII secolo.
Trascorse la prima giovinezza tra il palazzo di famiglia, Palazzo Materi, e Napoli. In seguito fu a Pisa, dove nel 1863 conseguì la laurea in Giurisprudenza, e all'estero, in particolare in Francia.
Sempre negli anni 1860 iniziarono le sue prime responsabilità pubbliche e nel contempo iniziò a definirsi il suo innovativo pensiero circa l'organizzazione dell'agricoltura meridionale. Criticò aspramente il modello agricolo allora in essere nel sud del Regno d'Italia, in particolare la prevaricazione dei latifondisti verso i contadini e la scarsa produttività imputabile a scelte imprenditoriali miopi e non più attuali.
Per tentare di dare concretezza al suo ideale di economia agricola, nel 1879 rivoluzionò la gestione di alcune terre di sua proprietà a Grassano, introducendovi moderni macchinari, bonificando aree fino a quel momento non coltivabili e ottimizzando la rotazione delle coltivazioni. Non da ultimo, convinto sostenitore di un miglioramento delle condizioni di vita dei contadini, fece costruire vari edifici a loro dedicati. Fattivamente, il suo progetto agricolo ebbe come risultato un notevole aumento della produttività, sancito dal riconoscimento ufficiale di migliore azienda agricola della Basilicata, ottenuto dal Ministero dell'agricoltura, dell'industria e del commercio nel 1883.
Nel 1884 fu tra i fondatori della Banca Popolare Cooperativa di Grassano, l'anno dopo del Credito Agrario Meridionale, quindi nel 1889 si fece promotore della Lega Agraria Lucana. Nel 1902 fu nominato Cavaliere del lavoro.
Riconosciuto come indiscusso rappresentante degli interessi degli agricoltori della Basilicata, già dal 1890 era stato eletto deputato al Parlamento, carica che mantenne quasi ininterrottamente fino alla morte avvenuta nel 1910.